# Byasa daemonius
Byasa daemonius es una especie de mariposas de la familia de los papiliónidos.